# إيغل (برنامج حاسوب)
إيغل (بالإنجليزية: EAGLE) اختصار (بالإنجليزية: Easily Applicable Graphical Layout Editor) هو برنامج حاسوب لتصميم اللوحات الإلكترونية المطبوعة عن طريق الحاسب.وبه خصائص الرسم التخطيطي والتوصيل الآلي والتصنيع بمساعدة الحاسوب .تم تطوير إيغل من شركة كادسوفت كمبيوتر التي استحوذت عليها شركة أوتودسك عام 2016 

## الإصدارات المتاحة
مقارنة بين الإصدارات المتاحة طبقاً لإمكانيتها المتاحة في المشروع الواحد برخصة مستخدم واحد.
| الإصدار  | عدد المخططات | الطبقات | قياس اللوحة المطبوعة | مستخدم                                   | ملاحظات                                | السعر  |
| -------- | ------------ | ------- | -------------------- | ---------------------------------------- | -------------------------------------- | ------ |
| إحترافية | 999          | 16      | 4x4 مم               | الكل                                     |                                        | 1640 $ |
| قياسية   | 99           | 6       | 160x100 مم           | الكل                                     |                                        | 820 $  |
| للهواة   | 99           | 6       | 160x100 مم           | فردية للاستخدام غير التجاري فقط          |                                        | 169 $  |
| خفيفة    | 1            | 2       | 100x80 مم            | الكل                                     |                                        | 69 $   |
| تعليمية  | 99           | 6       | 160x100 مم           | غير تجارية/تستلزم بريد إلكتروني للدارسين | الدعم عبر البريد الإلكتروني أو المدونة | 0 $    |